# جارفيس لوري
جارفيس لوري Jarvis Lorry هو شخصية في رواية تشارلز ديكنز لعام 1859، قصة مدينتين.

## حول الشخصية
يعد جارفيس لوري أحد أقدم الموظفين في بنك تيلسون، ويتعامل كثيرًا مع مكاتب البنك في لندن وباريس. هو حاصل على شهادة البكالوريوس ورجل أعمال، ويصف نفسه بأنه ليس أكثر من انسان يتحدث. ومع ذلك فهو يظهر تعاطفًا غريبًا تجاه الدكتور ألكسندر مانيت وابنته لوسي مانيت. أثناء خدمتها في مكتب تيلسون في باريس، تأخذ لوري الطفلة لوسي إلى مكان آمن في لندن بعد أن سُجن والدها في الباستيل.
عندما بدأت الرواية في عام 1775، تلقى لوري البالغ من العمر 60 عامًا رسالة من جيري كرانشر، موظف آخر في تيلسون، يبلغه بإطلاق سراح الدكتور ألكسندر مانيت. يرافق لوسي البالغة الآن لم شملها مع والدها في باريس، لكنه منزعج مما سيجدهما كلاهما عند وصولهما، ويعيدهما إلى لندن. بعد خمس سنوات، عندما تم القبض على تشارلز دارناي بشبهة الخيانة ضد التاج البريطاني، رتبت لوري للمحامين سترايفر وسيدني كارتون للدفاع عنه. بعد تبرئة دارناي، أصبح لوري صديقًا حميمًا لمانيتس، ودارني عندما تزوج لوسي.
في عام 1792 مع استمرار الثورة الفرنسية، يسافر لوري إلى باريس لرعاية فرع تيلسون هناك وإزالة المستندات المهمة لحفظها. عندما يسافر دارناي بشكل منفصل إلى باريس ويتم القبض عليه باعتباره أرستقراطيًا هاربًا، يظل لوري هناك ويبدأ العمل على تحريره، بالإضافة إلى تقديم المساعدة إلى عائلة مانيت. يلين تدريجياً تجاه الكرتون ويتأثر بشدة بقرار الأخير بالتضحية بحياته حتى يتمكن دارناي من الهروب.
تذكر أفكار كارتون الأخيرة غير المعلنة قبل إعدامه اعتقاده بأن "الرجل العجوز الطيب" لوري سيموت بسلام في غضون عشر سنوات ويترك ممتلكاته لدارناي ولوسي وعائلتهما.

## التصوير السينمائي والمسرحي
في الفيلم المقتبس عام 1935 مترو غولدوين ماير، يصور جارفيس لوري كلود جيلينج ووتر. في مسرحية برودواي الموسيقية لعام 2008 عن فيلم A Tale of Two Cities، قام مايكل هايوارد جونز بدور جارفيس لوري.